# Franco Morpurgo

Franco Morpurgo

Franco Morpurgo (Trieste, 1º gennaio 1943 – Bologna, 13 marzo 2006) è stato un attivista italiano.

## Biografia
Nato a Trieste in una famiglia di origine ebraica, nel 1943 si trasferì con la famiglia a Bologna nel 1957. Si iscrisse al Liceo Galvani, e in seguito alla Facoltà di Giurisprudenza de l'Università di Bologna, e poi del l'Università di Ferrara dove si laureò nel 1968.
Iniziò poco dopo a lavorare in un'azienda di materiale ortopedico e ospedaliero, professione che esercitò tutta la vita, “parallelamente” all'ideazione e realizzazione dei suoi progetti politico-culturali.

### L'impegno politico: dal 1968 al 1977
Cominciò in quegli anni la sua attività politica nelle file di Lotta Continua, di cui fu il responsabile del finanziamento per la sede di Bologna. Quando Lotta Continua si sciolse nel 1976, si ritrovò a far parte della grande onda del movimento del Settantasette.
Nel 1980 Morpurgo fu tra i promotori della Lista del Sole, che si presentò alle elezioni amministrative di Bologna.

### Il Circolo degli “Occhi Dolci”
Nel 1982 per uscire dalla cupezza degli anni del terrorismo e del riflusso fonda insieme a Gabriele Giunchi e Gabriele Baldini il "Circolo degli Occhi Dolci”, associazione che per cinque anni allietò le giornate dei bolognesi con l’obiettivo di ritrovare il piacere di stare insieme.
La prima iniziativa fu nominata “Il Pataccone”, un simbolo ovoidale giallo, con l'occhio accattivante e vigile che si applicava alla fiancata destra anteriore dell'automobile. Stava a significare che il conducente era disposto a concedere un passaggio nei tragitti urbani.
Arrivò poi “Il Farfallone”, immenso lepidottero colorato portato in piazza assieme a 500 vasetti di fiori da dare in omaggio ai passanti. Si voleva metaforicamente che tornassero le farfalle in città con lo slogan “Se ci va male (non tornano le farfalle) ci va bene perché i balconi fioriti sono più belli”.
Seguì la “Collina della Musica Soffusa”, un modo di interpretare le manifestazioni estive al di fuori della logica del business e dell'intrattenimento commerciale. In uno dei parchi più belli e dimenticati di Bologna, il Colle di Paderno, furono installati amplificatori per il raggio di un chilometro. Musica classica dal pomeriggio all'imbrunire e poi reggae e rock fino al mattino. In più un raggio laser e un astronomo per spiegare con brevi lezioni l'evoluzione del cielo notturno.
Se si voleva fare un regalo per festeggiare un compleanno con “L'Agenzia di Serenate” gli “Occhi Dolci” mandavano un gruppo musicale anticipato da un bouquet di fiori di stagione per la/il festeggiata/o. Con un costo contenuto e differenziato per reddito, ogni serenata diventava una festa per tutti, rendendo pubblici in modo festoso i sentimenti privati.
Poi vennero “Le Oche e le Galline” per la via Indipendenza di Bologna, un corteo variopinto che voleva stimolare l'amministrazione comunale a rompere gli indugi e procedere alla pedonalizzazione del centro cittadino.
Con il “Primo Corso di Lingua Napoletana” si volle poi far conoscere ed amare “l'idioma di una capitale”. Il progetto, realizzato in collaborazione la cooperativa “La Luna nel Pozzo”, prevedeva dieci lezioni che si svolsero nell'aula magna della Facoltà di Fisica dell'Università di Bologna, ognuna con un argomento e un ospite (Tullio De Piscopo, Angela Luce, i femminielli, ecc).
“Il Beato Fughino” fu poi festeggiato per una intera settimana di maggio ai Giardini Margherita di Bologna. Era un invito all'ozio rivolto a studenti e lavoratori.
Gli “Occhi Dolci” si candidarono alle elezioni politiche del 1987 nella lista dei Verdi.

### Il Circolo “La Cava”
Chiusa l'esperienza degli "Occhi Dolci" nell'estate del 1990 Morpurgo fu il fondatore de “La Cava”.
L'idea fu quella di rilevare un vecchio circolo ARCI sui colli bolognesi e riportarlo ad una funzione di luogo di incontro, di progettazione sociale e culturale: rassegne cinematografiche, concerti, occasione di lavoro ai ragazzini stranieri che alloggiavano a pochi passi dal circolo, collaborazione con la vicina casa di cura villa Olimpia, che lasciava i suoi pazienti a trascorrere il loro tempo nel grande giardino. E poi incontri con scrittori, corsi per sommelier, musica lirica e pièce teatrali.

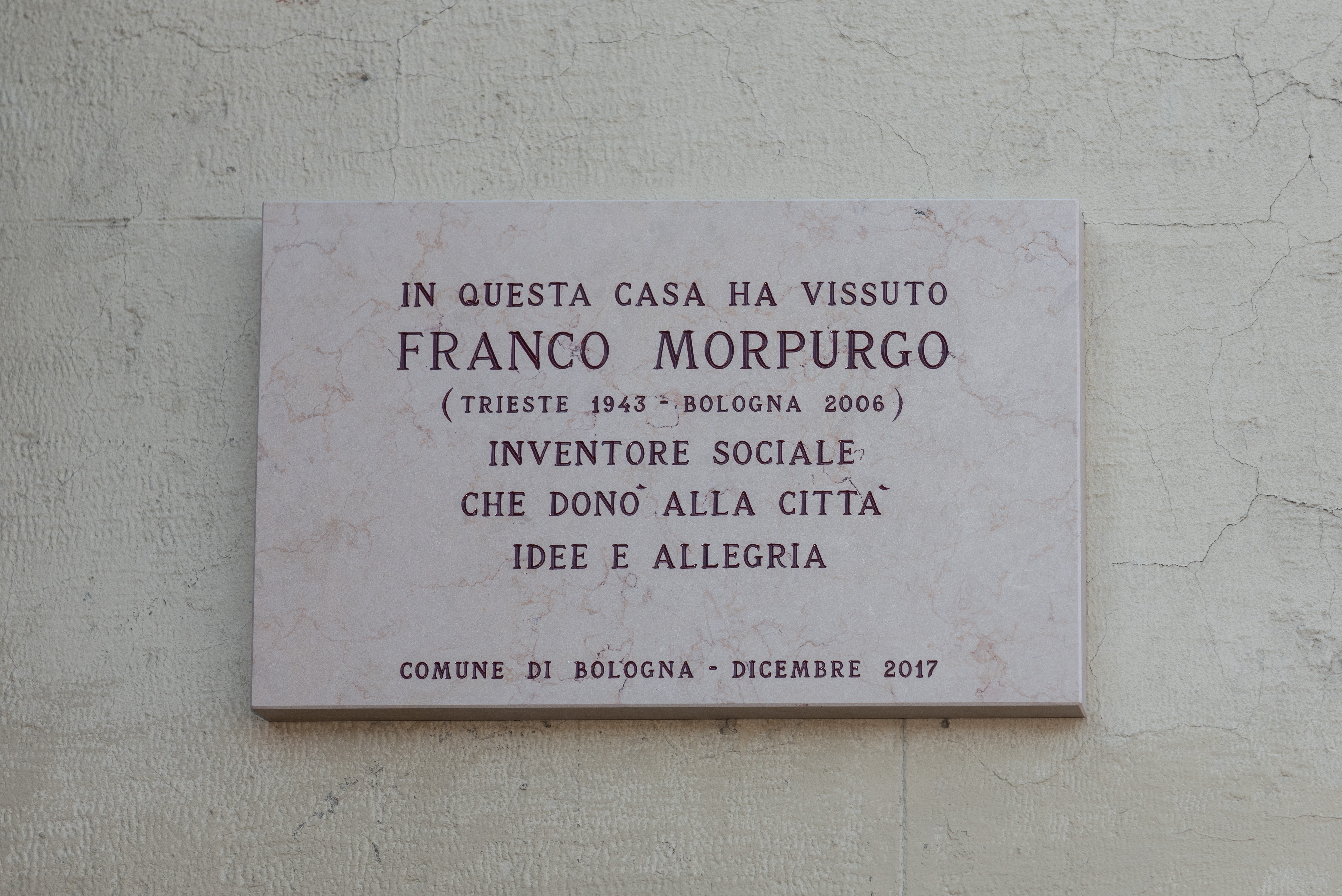

### Ultimi progetti
Seguì poi un'esperienza come membro del consiglio di amministrazione del IPAB Giovanni XXIII di Bologna, che lo vide interessato alle problematiche ma anche alle opportunità di vivere e progettare diversamente e creativamente la terza età della vita.
Dopo una lunga malattia Franco Morpurgo morì 13 marzo 2006.
A seguito di una serata organizzata nel 2014, il Sindaco di Bologna Virginio Merola ha inaugurato il 23 dicembre 2017 una targa in memoria di Franco Morpurgo, cittadino bolognese che con le sue attività negli anni '80 e '90 anticipò la "collaborazione civica".